# 浴血太平山
《浴血太平山》（英語：Hong Kong Gentlemen (I)），為香港麗的電視製作的一部電視劇集，最初劇名為《香港紳士》，在1981年3月首播，全劇共35集，由李兆熊、黎大煒監製，劇集以1921-1924年的香港作為歷史背景，《再會太平山》為本劇的續集。
本劇插曲《找不著藉口》獲得第四屆十大中文金曲最佳中文（流行）歌詞獎。
後來本劇在2012年重播時被刪減為33集。

## 劇集內容
何家是香港富豪之家，何庭芳、何庭恩兄弟倆不顧親情，激烈地爭奪家財！周家父子周金與周阿瑞分別是何家的管家和傭工。周阿瑞與何庭芳的妹妹何嘉麗碼頭相遇，一見鍾情，相約太平山。周阿瑞的青梅竹馬彭觀帶，一氣之下離家出走，一場三角戀情的糾葛由此展開......
更不幸的是，周阿瑞在何庭芳的兒子何菲力偷運軍火中被利用，並遭受警察的追捕，何菲力又要殺他滅口！周阿瑞只好先逃命，再捲土重來......
太平山頂，正當周阿瑞與何嘉麗再次相會時，何菲力突然舉槍......

## 主要演員
- 劉志榮 飾 周亞瑞
- 馬敏兒 飾 何嘉麗
- 梁淑莊 飾 彭觀帶
- 劉緯民 飾 何菲力
- 張瑛 飾 何庭恩
- 鮑漢琳 飾 何庭芳
- 許英秀 飾 何祖澤
- 聶安達 飾 威廉臣
- 李月清 飾 王銀娣
- 良鳴 飾 周金
- 顧紀筠 飾 周亞蓮
- 蔣金 飾 艇王
- 柳影虹 飾 孫月娥
- 伍衛國 飾 盧文英
- 馮真 飾 梁惠貞
- 許淑嫻 飾 容姐
- 徐意 飾 歡姐
- 許瑩英 飾 貴姐
- 區嶽 飾 吉叔
- 李壽祺 飾 盧滿堂
- 徐愛心 飾 古玉卿
- 陳中堅 飾 古二叔
- 孫季卿 飾 馬志和
- 張鴻昌 飾 聶榮
- 阮令濤 飾 阿仁
- 孫鏡鴻 飾 史密夫
- 司馬華龍 飾 德叔
- 黃一飛 飾 陳伙根
- 關偉倫 飾 雞江
- 鄭恕峰 飾 李耀
- 黃家駒 飾 牧師
- 梅艷芳 飾 参加舞会的客人
- 梅爱芳 飾 参加舞会的客人

## 外部連結
- 浴血太平山-56.com （页面存档备份，存于）
- 老餅論壇 （页面存档备份，存于）